# Ploufragan
Ploufragan – miejscowość i gmina we Francji, w regionie Bretania, w departamencie Côtes-d’Armor.
Według danych na rok 1990 gminę zamieszkiwały 10 583 osoby, a gęstość zaludnienia wynosiła 391 osób/km² (wśród 1269 gmin Bretanii Ploufragan plasuje się na 26. miejscu pod względem liczby ludności, natomiast pod względem powierzchni na miejscu 330.).